# Bernhard Otto Rehbinder
Bernhard Otto Rehbinder, född den 21 november 1662 i Reval (nuvarande Tallinn), död den 12 november 1742 i Turin, var en svensk friherre och militär.

## Biografi
Rehbinder kom i krigstjänst 1680 och avancerade i svensk tjänst till överste 1697, deltog i spanska tronföljdskriget från 1700. Han blev generalmajor i hertigens av Savojen tjänst och kommenderade i slaget vid Turin en del av savojiska armén. 1713 blev han generallöjtnant vid savojiska artilleriet, 1720 blev han överbefälhavare över sardinska armén; stormarskalk 1730.
Rehbinder som övergick till katolicismen vilar under en ståtlig sarkofag i San Spirito i Turin.